# Chris Welp
Chris Welp (Delmenhorst, 1964. január 2. – Puget Sound, 2015. március 1.) német kosárlabdázó. Játszott az amerikai Philadelphia 76ers, San Antonio Spurs és Golden State Warriors, hazájában a TSV Bayer 04 Leverkusen és az Alba Berlin, Görögországban az Olimbiakósz és Olaszországban a Viola Reggio Calabria csapataiban. Részt vett az 1984. évi nyári olimpiai játékokon is.